# Queen Forever
Queen Forever je kompilační album britské rockové skupiny Queen. Bylo vydáno 10. listopadu 2014. Album obsahuje kompilaci písní se zpěvem Freddieho Mercuryho a basovou linkou Johna Deacona, které byly vydány již dříve a tři skladby navíc (There Must Be More To Life Than This, Let Me in Your Heart Again a Love Kills), které byly nahrány dříve, ale nevydány.
Bubeník Roger Taylor se zmínil o albu v prosinci 2013, kdy uvedl, že se s kytaristou Brianem Mayem scházejí, aby dokončili nějaký materiál a sestavili album. V květnu May oznámil, že se bude jednat o kompilační album. Jde také o první album Queen, obsahující nevydaný materiál od zesnulého zpěváka Freddieho Mercuryho, od alba Made in Heaven z roku 1995.

## Kompilace
Brian May řekl, že „většina materiálu pochází z 80. let, kdy jsme byli v plném proudu. Je to docela emotivní. Jsou to velké balady a ohromný zvuk.“ May to přirovnal k dokončování alba Made in Heaven po Mercuryho smrti. U veškerého materiálu byla pomocí moderních technologií zlepšena kvalita zvukové nahrávky.
„Je to docela zvláštní směs našich pomalejších písní,“ uvedl Roger Taylor. „Nechtěl jsem, aby vydali dvojalbum. Pracuje na tom strašně moc lidí a je to mizerné. Nenazval bych to ani albem. Je to kompilace se třemi novými skladbami. Je to spíš výmysl nahrávací společnosti. Není to plnokrevné album Queen.“
Kromě tří „nových“ skladeb, zbytek alba tvoří dříve vydané písně Queen. Spíše než o kompilaci typu Greatest Hits („největší hity“), jde o hlubší výběr balad, které si osobně vybrali Taylor a May. Písně byly vybrány tak, aby volně navazovaly na koncept alba soustředěného na téma „láska“.

## Kritika
| Zdroj               | Hodnocení |
| ------------------- | --------- |
| Metacritic          | 49/100    |
| Allmusic            | [ 10 ]    |
| Classic Rock        | [ 11 ]    |
| The Daily Telegraph | [ 12 ]    |
| Drowned in Sound    | [ 13 ]    |
| The Guardian        | [ 14 ]    |
| Rolling Stone       | [ 15 ]    |
| State               | [ 16 ]    |

Album po svém vydání obdrželo od kritiků smíšené recenze. Mysleli si, že fanoušci nemají důvod si kupovat album se skladbami, které byly v minulosti vydány mnohokrát na mnoha dalších kompilačních albech Queen. Thomas Erlewine z Allmusic, který ohodnotil album dvěma a půl hvězdičkami, řekl: „Skalní fanoušci by si mohli všimnout rozdílu, ale kromě těchto tří písní pro ně neexistuje příliš velký důvod, aby si album koupili, protože se skládá z písní, které už si dříve koupili mnohokrát.“

## Seznam skladeb

### CD vydání

#### Standardní vydání
| Pořadí         | Název                                                        | Autor                                  | Původní album                               | Délka |
| -------------- | ------------------------------------------------------------ | -------------------------------------- | ------------------------------------------- | ----- |
| 1.             | Let Me in Your Heart Again                                   | Brian May                              | Talking of Love od Anity Dobsonové          | 4:31  |
| 2.             | Love Kills (The Ballad)                                      | Freddie Mercury, Giorgio Moroder       | Soundtrack k Metropolis od Giorgia Morodera | 4:12  |
| 3.             | There Must Be More to Life Than This (s Michaelem Jacksonem) | Mercury                                | Mr. Bad Guy Freddieho Mercuryho             | 3:20  |
| 4.             | It's a Hard Life                                             | Mercury                                | The Works                                   | 4:06  |
| 5.             | You're My Best Friend                                        | John Deacon                            | A Night at the Opera                        | 2:52  |
| 6.             | Love of My Life                                              | Mercury                                | A Night at the Opera                        | 3:33  |
| 7.             | Drowse                                                       | Roger Taylor                           | A Day at the Races                          | 3:38  |
| 8.             | Long Away                                                    | May                                    | A Day at the Races                          | 3:32  |
| 9.             | Lily of the Valley                                           | Mercury                                | Sheer Heart Attack                          | 1:39  |
| 10.            | Don't Try So Hard                                            | Mercury                                | Innuendo                                    | 3:39  |
| 11.            | Bijou                                                        | May, Mercury                           | Innuendo                                    | 3:36  |
| 12.            | These Are the Days of Our Lives                              | Taylor                                 | Innuendo                                    | 4:14  |
| 13.            | Las Palabras de Amor                                         | May                                    | Hot Space                                   | 4:31  |
| 14.            | Who Wants to Live Forever                                    | May                                    | A Kind of Magic                             | 5:15  |
| 15.            | A Winter's Tale                                              | Mercury                                | Made in Heaven                              | 3:48  |
| 16.            | Play the Game                                                | Mercury                                | The Game                                    | 3:14  |
| 17.            | Save Me                                                      | May                                    | The Game                                    | 3:46  |
| 18.            | Somebody to Love                                             | Mercury                                | A Day at the Races                          | 4:52  |
| 19.            | Too Much Love Will Kill You                                  | May, Frank Musker, Elizabeth Lamersová | Made in Heaven                              | 4:19  |
| 20.            | Crazy Little Thing Called Love                               | Mercury                                | The Game                                    | 2:43  |
| Celková délka: | Celková délka:                                               | Celková délka:                         | Celková délka:                              | 75:03 |

#### Deluxe vydání
| Disk 1         | Disk 1                                                       | Disk 1           | Disk 1                              | Disk 1 |
| Pořadí         | Název                                                        | Autor            | Původní album                       | Délka  |
| -------------- | ------------------------------------------------------------ | ---------------- | ----------------------------------- | ------ |
| 1.             | Let Me in Your Heart Again                                   | May              | Talking of Love od Dobsonové        | 4:31   |
| 2.             | Love Kills (The Ballad)                                      | Mercury, Moroder | Soundtrack k Metropolis od Morodera | 4:12   |
| 3.             | There Must Be More to Life Than This (s Michaelem Jacksonem) | Mercury          | Mr. Bad Guy Mercuryho               | 3:20   |
| 4.             | Play the Game                                                | Mercury          | The Game                            | 3:14   |
| 5.             | Dear Friends                                                 | May              | Sheer Hearth Attack                 | 1:08   |
| 6.             | You're My Best Friend                                        | Deacon           | A Night at the Opera                | 4:38   |
| 7.             | Love of My Life                                              | Mercury          | A Night at the Opera                | 3:33   |
| 8.             | Drowse                                                       | Taylor           | A Day at the Races                  | 3:38   |
| 9.             | You Take My Breath Away                                      | Mercury          | A Day at the Races                  | 4:38   |
| 10.            | Spread Your Wings                                            | Deacon           | News of the World                   | 4:30   |
| 11.            | Long Away                                                    | May              | A Day at the Races                  | 3:32   |
| 12.            | Lily of the Valley                                           | Mercury          | Sheer Heart Attack                  | 1:39   |
| 13.            | Don't Try So Hard                                            | Mercury          | Innuendo                            | 3:39   |
| 14.            | Bijou                                                        | May, Mercury     | Innuendo                            | 3:36   |
| 15.            | These Are the Days of Our Lives                              | Taylor           | Innuendo                            | 4:14   |
| 16.            | Nevermore                                                    | Mercury          | Queen II                            | 1:18   |
| 17.            | Las Palabras De Amor                                         | May              | Hot Space                           | 4:31   |
| 18.            | Who Wants to Live Forever                                    | Mercury          | A Kind of Magic                     | 5:15   |
| Celková délka: | Celková délka:                                               | Celková délka:   | Celková délka:                      | 63:03  |

| Disk 2         | Disk 2                                                     | Disk 2                 | Disk 2               | Disk 2 |
| Pořadí         | Název                                                      | Autor                  | Původní album        | Délka  |
| -------------- | ---------------------------------------------------------- | ---------------------- | -------------------- | ------ |
| 1.             | I Was Born to Love You                                     | Mercury                | Made in Heaven       | 4:49   |
| 2.             | Somebody to Love                                           | Mercury                | A Day at the Races   | 4:52   |
| 3.             | Crazy Little Thing Called Love                             | Mercury                | The Game             | 2:43   |
| 4.             | Friends Will Be Friends                                    | Mercury, Deacon        | A Kind of Magic      | 4:06   |
| 5.             | Jealousy                                                   | Mercury                | Jazz                 | 3:13   |
| 6.             | One Year of Love                                           | Deacon                 | A Kind of Magic      | 4:27   |
| 7.             | A Winter's Tale                                            | Mercury                | Made in Heaven       | 3:48   |
| 8.             | ’39                                                        | May                    | A Night at the Opera | 3:30   |
| 9.             | Mother Love                                                | May, Mercury           | Made in Heaven       | 4:47   |
| 10.            | It's a Hard Life                                           | Mercury                | The Works            | 4:06   |
| 11.            | Save Me                                                    | May                    | The Game             | 3:46   |
| 12.            | Made in Heaven                                             | Mercury                | Made in Heaven       | 5:25   |
| 13.            | Too Much Love Will Kill You                                | May, Musker, Lamersová | Made in Heaven       | 4:19   |
| 14.            | Sail Away Sweet Sister                                     | May                    | The Game             | 3:33   |
| 15.            | The Miracle                                                | Mercury, Deacon        | The Miracle          | 4:57   |
| 16.            | Is This the World We Created…?                             | Mercury, May           | The Works            | 2:12   |
| 17.            | In the Lap of the Gods                                     | Mercury                | Sheer Hearth Attack  | 3:46   |
| 18.            | Forever (instrumentální verze „Who Wants to Live Forever“) | May                    | A Kind of Magic      | 3:21   |
| Celková délka: | Celková délka:                                             | Celková délka:         | Celková délka:       | 71:41  |

### Vinylové vydání
Dne 18. února 2015 bylo oznámeno, že album Queen Forever bude vydáno ve 4-LP boxové sadě, která obsahuje všechny skladby z Deluxe vydání a bonusový 12" singl „Let Me in Your Heart Again (William Orbit Mix)“.
| LP 1 / Strana A | LP 1 / Strana A                                          | LP 1 / Strana A  | LP 1 / Strana A |
| Pořadí          | Název                                                    | Autor            | Délka           |
| --------------- | -------------------------------------------------------- | ---------------- | --------------- |
| 1.              | Let Me in Your Heart Again                               | May              | 4:31            |
| 2.              | Love Kills                                               | Mercury, Moroder | 4:12            |
| 3.              | There Must Be More to Life Than This (William Orbit Mix) | Mercury          | 3:20            |
| 4.              | Play the Game                                            | Mercury          | 3:14            |
| 5.              | Dear Friends                                             | May              | 1:08            |
| Celková délka:  | Celková délka:                                           | Celková délka:   | 16:25           |

| LP 1 / Strana B | LP 1 / Strana B         | LP 1 / Strana B | LP 1 / Strana B |
| Pořadí          | Název                   | Autor           | Délka           |
| --------------- | ----------------------- | --------------- | --------------- |
| 1.              | You're My Best Friend   | Deacon          | 2:52            |
| 2.              | Love of My Life         | Mercury         | 3:33            |
| 3.              | Drowse                  | Taylor          | 3:38            |
| 4.              | You Take My Breath Away | Mercury         | 4:38            |
| 5.              | Spread Your Wings       | Deacon          | 4:30            |
| Celková délka:  | Celková délka:          | Celková délka:  | 19:11           |

| LP 2 / Strana A | LP 2 / Strana A                 | LP 2 / Strana A | LP 2 / Strana A |
| Pořadí          | Název                           | Autor           | Délka           |
| --------------- | ------------------------------- | --------------- | --------------- |
| 1.              | Long Away                       | May             | 3:32            |
| 2.              | Lily of the Valley              | Mercury         | 1:39            |
| 3.              | Don't Try So Hard               | Mercury         | 3:39            |
| 4.              | Bijou                           | May, Mercury    | 3:36            |
| 5.              | These Are the Days of Our Lives | Taylor          | 4:14            |
| Celková délka:  | Celková délka:                  | Celková délka:  | 16:40           |

| LP 2 / Strana B | LP 2 / Strana B           | LP 2 / Strana B | LP 2 / Strana B |
| Pořadí          | Název                     | Autor           | Délka           |
| --------------- | ------------------------- | --------------- | --------------- |
| 1.              | Nevermore                 | Mercury         | 1:18            |
| 2.              | Las Palabras De Amor      | May             | 4:31            |
| 3.              | Who Wants to Live Forever | Mercury         | 5:15            |
| 4.              | I Was Born to Love You    | Mercury         | 4:49            |
| Celková délka:  | Celková délka:            | Celková délka:  | 15:53           |

| LP 3 / Strana A | LP 3 / Strana A                | LP 3 / Strana A | LP 3 / Strana A |
| Pořadí          | Název                          | Autor           | Délka           |
| --------------- | ------------------------------ | --------------- | --------------- |
| 1.              | Somebody to Love               | Mercury         | 4:52            |
| 2.              | Crazy Little Thing Called Love | Mercury         | 2:43            |
| 3.              | Friends Will Be Friends        | Mercury, Deacon | 4:06            |
| 4.              | Jealousy                       | Mercury         | 3:13            |
| Celková délka:  | Celková délka:                 | Celková délka:  | 14:54           |

| LP 3 / Strana B | LP 3 / Strana B  | LP 3 / Strana B | LP 3 / Strana B |
| Pořadí          | Název            | Autor           | Délka           |
| --------------- | ---------------- | --------------- | --------------- |
| 1.              | One Year of Love | Deacon          | 4:27            |
| 2.              | A Winter's Tale  | Mercury         | 3:48            |
| 3.              | ’39              | May             | 3:30            |
| 4.              | Mother Love      | May, Mercury    | 4:47            |
| Celková délka:  | Celková délka:   | Celková délka:  | 16:32           |

| LP 4 / Strana A | LP 4 / Strana A             | LP 4 / Strana A        | LP 4 / Strana A |
| Pořadí          | Název                       | Autor                  | Délka           |
| --------------- | --------------------------- | ---------------------- | --------------- |
| 1.              | It's a Hard Life            | Mercury                | 4:06            |
| 2.              | Save Me                     | May                    | 3:46            |
| 3.              | Made in Heaven              | Mercury                | 5:25            |
| 4.              | Too Much Love Will Kill You | May, Musker, Lamersová | 4:19            |
| Celková délka:  | Celková délka:              | Celková délka:         | 17:37           |

| LP 4 / Strana B | LP 4 / Strana B                                            | LP 4 / Strana B | LP 4 / Strana B |
| Pořadí          | Název                                                      | Autor           | Délka           |
| --------------- | ---------------------------------------------------------- | --------------- | --------------- |
| 1.              | Sail Away Sweet Sister                                     | May             | 3:33            |
| 2.              | The Miracle                                                | Mercury, Deacon | 4:57            |
| 3.              | Is This the World We Created…?                             | Mercury, May    | 2:12            |
| 4.              | In the Lap of the Gods                                     | Mercury         | 3:46            |
| 5.              | Forever (instrumentální verze „Who Wants to Live Forever“) | May             | 3:21            |
| Celková délka:  | Celková délka:                                             | Celková délka:  | 17:49           |

### Singly
Singly z alba Queen Forever

1. „Love Kills – the Ballad“
Vydáno: 26. září 2014
2. „Let Me in Your Heart Again (William Orbit mix)“
Vydáno: 3. listopadu 2014

## Obsazení nástrojů
- Freddie Mercury – hlavní zpěv, klavír, klávesy, akustická kytara v „Crazy Little Thing Called Love“
- Brian May – akustická a elektrická kytara, doprovodné vokály, klavír, klávesy, hlavní zpěv v „Long Away“, „’39“ a „Sail Away Sweet Sister“, druhý hlavní zpěv v „Las Palabras de Amor“, "Who Wants to Live Forever" a „Mother Love“
- Roger Taylor – bicí, doprovodné vokály, klávěsy, hlavní zpěv a doprovodná kytara v „Drowse“
- John Deacon – basová kytara, klávesy, doprovodná kytara
- Michael Jackson – druhý hlavní zpěv a klavír v „There Must Be More to Life Than This“
- Fred Mandel – klavír v „Let Me in Your Heart Again“

## Certifikace
| Stát                     | Certifikace | Počet prodaných nosičů |
| ------------------------ | ----------- | ---------------------- |
| Německo (BVMI)           | Zlato       | 100 000                |
| Itálie (FIMI)            | Zlato       | 25 000                 |
| Polsko (ZPAV)            | Zlato       | 10 000                 |
| Spojené království (BPI) | Zlato       | 100 000                |